# Лу Лунь
Лу Лунь (кит. трад. 盧綸, упр. 卢纶, пиньинь Lú Lún; 739—799) — китайский поэт времен династии Тан. Его второе имя Юнь Янь (кит. 允言, пиньинь Yǔn Yán). Шесть стихотворений вошли в антологию Триста танских поэм.

## Биография
Предки Лунь Луня проживали в Яньцзине, — сейчас юго-запад Пекина. Родился в Юнцзи, провинция Шаньси. Из-за восстания Ань Лушаня не смог получить должность после сдачи государственного экзамена и получения степени цзиньши, вынужден был спасаться бегством и поселиться в Цзянси.

## Творчество
Совместно с Ли И поэт продолжал школу Лес на границе, ранними представителями которой была группа Поэты пограничной крепости (кит. трад. 邊塞詩派, упр. 边塞诗派, пиньинь Biānsài shī pài): Гао Ши, Цэнь Цань, Ван Чанлин, Ван Чжихуань, Цуй Хао и Ли Ци.

Горная гостиница
Все выше, все выше по горной дороге, пока наконец дошел.

Журчанье, журчанье ключа из ущелья здесь слышно со всех сторон.

Повеяло ветром, листва расшумелась, и где-то залаял пес…

Светящейся точкой одно строенье сквозь темень осенних туч!
— Перевод Л. Эйдлина